# Крисоватий Андрій Ігорович
Крисоватий Андрій Ігорович (нар. 23 грудня 1965, с. Кошляки Підволочиського району Тернопільської області) — український вчений у галузі економіки. Доктор економічних наук (2006), професор, ректор Тернопільського національного економічного університету.

## Життєпис

### Освіта
У 1989 році з відзнакою закінчив Тернопільський фінансово-економічний інститут (нині ЗУНУ) за спеціальністю «Ревізія і контроль» з присвоєнням кваліфікації економіста. Після закінчення ВНЗ з 1 серпня 1989 року працював у Тернопільському інституті народного господарства викладачем-стажистом, викладачем, старшим викладачем, доцентом кафедри економіки, обліку і контролю в невиробничій сфері, кафедри міжнародних валютно-фінансових відносин і податків, кафедри фінансів. Від лютого 2001 — завідувач кафедри податків і фіскальної політики Тернопільського національного економічного університету.
У 1995 році Андрій Ігорович завершив навчання в аспірантурі Київського державного економічного університету, захистив кандидатську дисертацію на тему: «Непрямі податки в Україні: теорія і практика», у 2006 — докторську: «Податкова політика України: концептуальні засади теорії та практики».
У 2002 і 2006 році був учасником конференції Стопанськой академії «Д. А. Ценов» (Свіщов, Болгарія).
У 2006 році проходив стажування в Inholland University of Applied Sciences (Амстердам, Нідерланди). У 2007 — в одному з Нью-Йоркських університетів (Нью-Йорк, США). У 2008 — в Дрезденському технічному університеті (Дрезден, Німеччина).

### Трудова і наукова діяльність
У грудні 2006 року переведений на посаду проректора з навчально-організаційної роботи ТНЕУ. У 2009 році стажувався в одному з престижних університетів Відня. Президією Академії економічних наук України 14 травня 2010 року його обрано Академіком Академії економічних наук України за спеціальністю «Фінанси».
У грудні 2011 — призначений на посаду проректора з науково-педагогічної роботи ТНЕУ. Під науковим керівництвом Андрія Крисоватого захистили кандидатські дисертації 8 здобувачів наукового ступеня кандидата економічних наук, а також підготовлено до захисту 3 докторські дисертації.
У 2012 році як незалежний експерт здійснив робочий візит до Стопанської академії «Д. А. Ценов» (Свіщов, Болгарія) з питань присудження вченого звання «професор».
Від квітня 2013 — ректор Тернопільського національного економічного університету.
Член редакційної колегії 3-томного енциклопедичного видання «Тернопільщина. Історія міст і сіл».

### Нагороди
- стипендіат Кабінету Міністрів України 1996—2001 рр.
- почесна грамота Кабінету Міністрів України «За значний особистий внесок у забезпечення розвитку освіти, багаторічну плідну працю та високий професіоналізм» (2013)
- Відзнака Тернопільської міської ради (2015)[1].
- лауреат конкурсу «Людина року-2019» (Тернопільщина)[2]
- Орден «За заслуги» III ступеня[3].

## Доробок
Автор і співавтор понад 90 наукових праць, у тому числі 2 монографій, 13 навчальних посібників, статей у фахових періодичних виданнях.

### Найважливіші праці
- Крисоватий, А. І. Бюджетна система України: навч. посіб. // А. І. Крисоватий, С. І. Юрій, Й. М. Бескид. — К.: НІОС, 2000. — 380 с.
- Крисоватий, А. І. Податкові системи зарубіжних країн: навч. посіб. // А. І. Крисоватий. — Тернопіль: Економічна думка, 2001. — 258 с.
- Крисоватий, А. І. Податкова система України: збірка законодавчих актів із змінами і доповненнями за станом на 1 листопада 2002 р. // А. І. Крисоватий, І. П. Вакуліч, С. Д. Герчаківський. — Тернопіль: Інтекс, 2002.  468 с.
- Крисоватий, А. І. Податки і фіскальна політика: навч. посіб. // А. І. Крисоватий, А. Луцик. — Тернопіль: Підручники і посібники, 2003. — 312 с.
- Крисоватий, А. І. Податковий менеджмент: навч. посіб. // А. І. Крисоватий, А. Я. Кізима. — Тернопіль: Карт-Бланш, 2003. — 330 с.
- Крисоватий, А. І. Податки та податкове планування підприємницької діяльності // А. І. Крисоватий, А. Г. Завгородній, А. В. Єлисєєв. — Львів: Центр Бізнес-Сервіс, 2003. — 151 с.
- Крисоватий, А. І. Податкова система: навч. посіб. // А. І. Крисоватий, О. М. Десятнюк. — Тернопіль : Карт-бланш, 2004. — 331 с.
- Система оподаткування та її інформаційно-облікове забезпечення: навч. посіб. // А. І. Крисоватий, П. М. Гарасим, О. М. Десятнюк, Г. П. Журавель [та ін.]. — К.: «Професіонал», 2005. — 485 с.
- Крисоватий, А. І. Методологія, методика та організація наукових досліджень: навч. посіб. // А. І. Крисоватий, В. М. Панасюк, Н. В. Гавришко. — Тернопіль: ТОВ «Лілея», 2005. — 152 с.
- Іванов, Ю. Б. Податкова система: підручник // Ю. Б. Іванов, А. І. Крисоватий, О. М. Десятнюк. — К.: Атіка, 2006. — 918 с.